# スコット・マグローリー
スコット・マグローリー（Scott McGrory、1969年12月22日 - ）は、オーストラリア、ビクトリア州・ワロワ出身の元自転車競技選手。
オリンピックの自転車競技、マディソン種目における初代優勝ペアの一人である。

## 来歴
1988年
- ソウルオリンピック
  -  団体追抜 3位

1992年
- ヌーメア6日間レース 優勝（+ ミシェル・デュブルイユ）

1996年
- トラックレース世界選手権
  - マディソン 2位

1999年
- ヘント6日間レース 優勝（+ イミ・マードセン）

2000年
- シドニーオリンピック
  -  マディソン 優勝（+ ブレット・エイトケン）

2001年
- アグアスカリエンテス6日間レース 優勝（+ マシュー・ギルモア）
- アムステルダム6日間レース 優勝（+ マシュー・ギルモア）
- ブレーメン6日間レース 優勝（+ マシュー・ギルモア）
- ヘント6日間レース 優勝（+ マシュー・ギルモア）
- メキシコシティ6日間レース 優勝（+ マシュー・ギルモア）
- チューリッヒ6日間レース 優勝（+ マシュー・ギルモア、ダニエル・シュニーダー）

2002年
- ミュンヘン6日間レース 優勝（+ マシュー・ギルモア）
- コペンハーゲン6日間レース 優勝（+ マシュー・ギルモア）
- セイ・ジョルニ・デッレ・ローゼ 優勝（+ マシュー・ギルモア）

2003年
- シュトゥットガルト6日間レース 優勝（+ マシュー・ギルモア）
- トリノ6日間レース 優勝（+ トニー・ギブ）

2004年
- ドルトムント6日間レース 優勝（+ ロルフ・アルダク）
- ミュンヘン6日間レース 優勝（+ マシュー・ギルモア）